# Каки но тане
Каки но тане или Каки-пи е широко разпространено мезе в Япония. Двата елемента, които го съставляват са малки сърповидни фрагменти от сенбей (оризов крекер със соя) и фъстъци. Най-често се консумират с бира и други видове алкохол. Името му идва от факта, че парченце сенбей има вид на семе от райска ябълка – каки на японски.